# Raffinage du sucre
 (septembre 2017).
Si vous disposez d'ouvrages ou d'articles de référence ou si vous connaissez des sites web de qualité traitant du thème abordé ici, merci de compléter l'article en donnant les références utiles à sa vérifiabilité et en les liant à la section « Notes et références ».
 (septembre 2017).

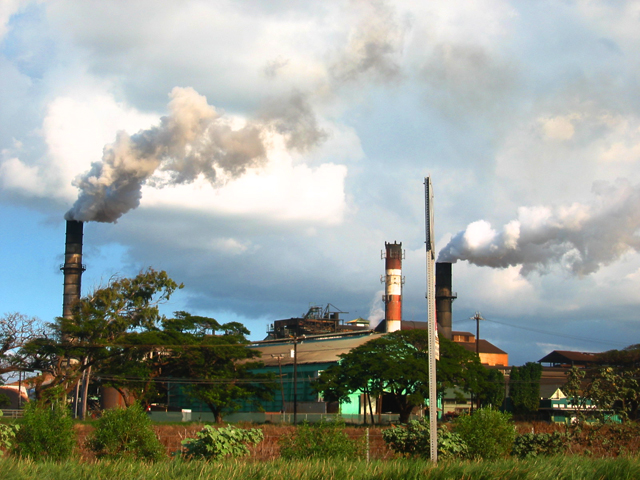
Une usine sucrière à Pu'uene (Hawaï) en 2004.

Le raffinage du sucre est le processus qui permet d'obtenir du sucre blanc sans goût autre que celui du saccharose. Si le sucre roux de canne est raffiné pour le blanchir, le sucre de betterave est lui rarement raffiné,.

## Processus

### Sucre de canne
L'usine sucrière réceptionne du sucre roux de canne sous forme liquide.
Le sucre de canne brut cristallise avec une coloration qui va du blond au brun, due à des pigments et des impuretés présents uniquement dans la canne. Le raffinage le fait devenir blanc : pour cela, le sucre roux de canne est refondu et débarrassé de ses colorants par des procédés physico-chimiques dans une raffinerie : il n’y a pas de modification chimique du sucre lui-même (le raffinage n’a pas d’impact sur la structure du sucre).
Différentes étapes sont nécessaires dans le processus de raffinage : dissolution, filtration sur résines échangeuses d'ions, cristallisation et turbinage,.

### Sucre de betterave

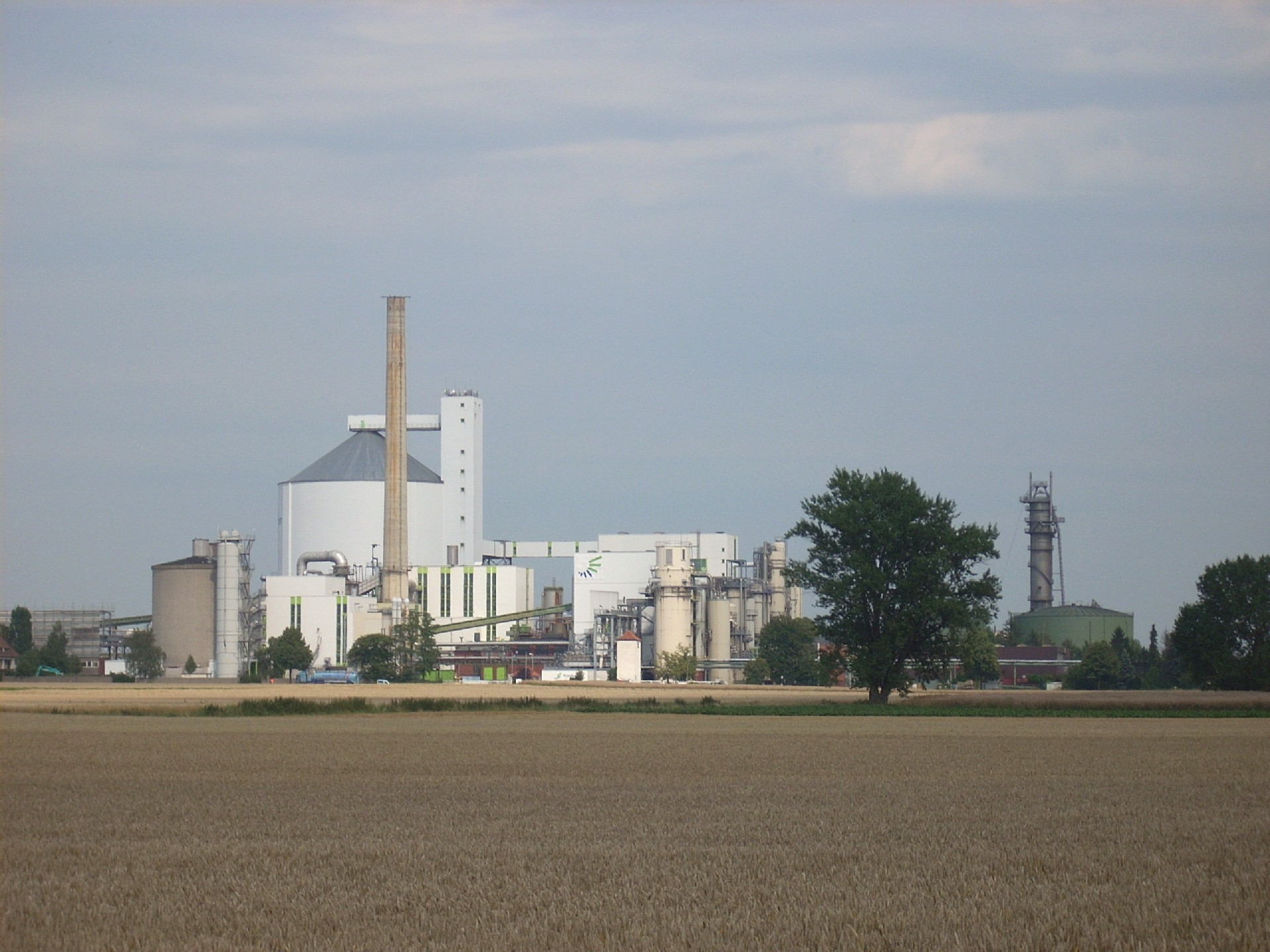
Sucrerie de Clauen (Allemagne).

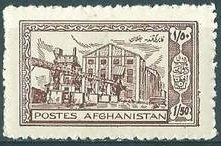
Usine sucrière de Baghlân en Afghanistan sur un timbre postal de 1941.

L'obtention du sucre blanc se fait par adjonction de lait de chaux et de gaz carbonique (voir ci-dessous), puis filtrations et centrifugations successives après cristallisations:9-10, 33-43. Le sucre roux de betterave, appelé vergeoise, est obtenu par chauffage prolongé du sucre blanc qui provoque la formation de colorants de type caramel.

#### Chaulage
Le processus de chaulage (appelé aussi défécation) consiste à ajouter de la chaux, le plus souvent en deux fois afin d'optimiser son efficacité, dans le mélange. Les composants non-sucrés réagissent en présence des ions calcium et hydroxydes. Les impuretés, les protéines et saponines précipitent et peuvent être filtrés dans l'opération suivante.

## Commercialisation
Le sucre blanc de canne constitue 4 % des sucres commercialisés en France. La majorité du sucre commercialisé en France est du sucre blanc issu de l'épuration de la betterave par chaulage et carbonatation.